# Фризах (Каринтия)
Фризах (нем. Friesach (Kärnten), словен. Breže — Бреже) — город  в Австрии, в федеральной земле Каринтия. 
Фризах - старейший город Каринтии. История города началась в 860 году с основания крепости Петерсберг. Следы славного прошлого города 
сохранились до наших дней в виде городской стены длиной 820 м со рвом и несколько башен замка. От самой крепости Петерсберг сохранилась 
лишь шестиэтажная главная башня. К крепости примыкает Петерскирхе (Peterskirche, церковь Св. Петра) с готическим алтарем (1525) и 
романской статуей Мадонны (ок. 1200). 
Входит в состав округа Санкт-Файт.  
Население составляет 5266 человек (на 31 декабря 2005 года). 
Занимает площадь 120,83 км². Официальный код  —  2 05 05.

## Политическая ситуация
Бургомистр коммуны — Максимилиан Кошиц (СДПА) по результатам выборов 2003 года.
Совет представителей коммуны (нем. Gemeinderat) состоит из 23 мест.
- СДПА занимает 13 мест.
- Партия LSM занимает 6 мест.
- АПС занимает 4 места.